# Colli di Scandiano e di Canossa bianco classico
Le Colli di Scandiano e di Canossa bianco classico est un vin blanc italien de la région Émilie-Romagne doté d'une appellation DOC depuis le 20 septembre 1996. Seuls ont droit à la DOC les vins récoltés à l'intérieur de l'aire de production définie par le décret. 

## Aire de production
Les vignobles autorisés se situent en province de Reggio d'Émilie dans les communes de Albinea, Quattro Castella, Bibbiano, Montecchio, San Polo d'Enza, Canossa, Vezzano sul Crostolo, Viano, Scandiano, Castellarano et Casalgrande ainsi qu'en partie sur le territoire des communes Reggio d'Émilie, Casina, Sant'Ilario d'Enza et Cavriago.
Voir aussi les articles Colli di Scandiano e di Canossa bianco (rendement plus élevé) et Colli di Scandiano e di Canossa bianco classico frizzante.

## Caractéristiques organoleptiques
- couleur : jaune paille plus ou moins clair
- odeur : délicat, aromatique
- saveur : sec ou doux,  harmonique, frais,

Le Colli di Scandiano e di Canossa bianco classico se déguste à une température de 10 à 12 °C et il se boit jeune.

## Production
Province, saison, volume en hectolitres :
- Reggio Emilia  (1996/97)  9980,2